# Luís Alberto De Boni
Luis Alberto De Boni (Bom Jesus, 30 de Janeiro de 1940) é um filósofo, historiador, dicionarista, tradutor e escritor brasileiro.

## Carreira
Licenciado em Filosofia e Doutorado em Teologia, Luis Alberto De Boni era frade capuchinho mas após seu doutorado afastou-se da Ordem para prosseguir seus estudos. Já lecionou na Universidade de Caxias do Sul (1975-1988), onde presidiu a Associação dos Docentes, na Universidade Federal do Rio Grande do Sul (1977-1992), onde foi diretor do Instituto de Filosofia, e de 1992 a 2008 lecionou na Pontifícia Universidade Católica do Rio Grande do Sul, onde coordenou a Pós-Graduação em Filosofia e estruturou o seu Programa de Doutorado. Desde 2007 é pesquisador do Gabinete de Filosofia Medieval da Universidade do Porto, em Portugal. É membro da Comissão Editorial dos periódicos Eikón Imago, De Medio Aevo, Philósofos, Coletânea, Sapere aude, Thaumazein, Scintilla, Mirabilia, Signum, Anales de Filosofía, Patristica et Mediaevalia e Concilium; membro da Academia Brasileira de Filosofia, da Associação Brasileira de Estudos Medievais, membro fundador da Sociedade Brasileira de Filosofia Medieval e membro correspondente da Accademia Galileiana di Scienze Lettere ed Arti de Pádua. Durante muitos anos colaborou com Rovílio Costa na direção da editora EST Edições.
Seus estudos se concentram sobre Teologia e Filosofia Medieval e sobre a imigração italiana no Brasil, sendo reconhecido internacionalmente em ambos os campos como uma autoridade. É tido como um dos principais promotores dos estudos filosóficos medievais no Brasil e como um dos autores canônicos sobre o tema da imigração.
É recipiente da Ordem do Mérito da República Italiana no grau de cavaleiro, da Medalha de Honra dos municípios de Maravilha e Carlos Barbosa, e da cidadania honorária de Cesiomaggiore, na Itália. Recebeu a rara distinção de ser homenageado com três festschriften. O primeiro, intitulado A cidade de Deus e a cidade dos homens: de Agostinho a Vico (2004), e o terceiro, A cidade dos homens e a cidade de Deus (2007), foram organizados por Ernildo Stein, e o segundo, A Filosofia Medieval no Brasil: persistência e resistência (2006), foi organizado por Marcos Roberto Nunes Costa. Ernildo Stein assim falou sobre ele na apresentação do primeiro dos festschriften:
"O prof. De Boni não é celebrado apenas pela sua sabedoria acumulada, mas pelo sentido do essencial na determinação do legado da filosofia não apenas de uma época, mas que mantém sua vitalidade ao longo dos séculos. A homenagem, portanto, constitui um reconhecimento pela obra como um todo e pela dedicação que representa sua vida na causa da própria filosofia. [...] O prof. De Boni muito bem compreende que as diversas áreas de estudo do pensamento medieval não significavam apenas uma ferramenta de organização, mas que nisso já se refletia o mundo público da modernidade que se constrói nas múltiplas formas de pesquisa possível. O homenageado é mestre em manter viva uma tensão que agora ainda acompanha o pensamento medieval, isto é, ser, ao mesmo tempo, um modo de interrogar sem precedentes na história do mundo e que, contudo, deve perceber que existe a criação de uma interrogação ilimitada que não se pode adaptar ao simples interrogar do pensamento medieval. [...] O grande número de contribuições para esse livro de homenagem revela a percepção que seus autores tiveram dessas virtudes do pesquisador que weberianamente tornou-se um exemplo do que significa suportar na atividade de filósofo a grande tensão entre a relação moral e a observação científica".
De Boni já organizou muitos eventos acadêmicos nacionais e internacionais e é autor e/ou organizador de vasta bibliografia, onde se incluem cerca de 50 livros, e escreveu uma grande quantidade de capítulos de livros e artigos publicados em revistas especializadas, conferências e anais de congressos. Também tem grande produção no campo da tradução de autores medievais, tendo a preocupação de facilitar o contato de estudantes que não dominam o latim com obras importantes; organizou e em parte traduziu uma edição bilíngue do clássico Suma Teológica de Tomás de Aquino que esgotou rapidamente.

## Principais obras

### Como autor
- A Entrada de Aristóteles no Ocidente Medieval. Porto Alegre: EST/Ulysses, 2010
- De Abelardo a Lutero - Estudos sobre Filosofia Prática na Idade Média. Porto Alegre: Edipucrs, 2003.
- Filosofia Medieval - Textos. 2. ed. Porto Alegre: Edipucrs, 2005.
- Escritos seletos de Martinho Lutero, Tomás Müntzer e João Calvino. Petrópolis: Vozes, 2000.
- Idade Média: Ética e Política. Porto Alegre: Edipucrs, 1996.
- Lógica e linguagem na Idade Média. Porto Alegre: Edipucrs, 1995.
- Far la Mérica. Porto Alegre: Riocell, 1991 (Com Rovílio Costa).
- La presenza italiana nella storia e nella cultura del Brasile. Torino: Fondazione Giovanni Agnelli, 1990. v. 1 (Com Rovílio Costa).
- Os italianos do Rio Grande do Sul. Porto Alegre: EST/Sulina, 1980. (Com Rovílio Costa).
- Imigração italina - Estudos. Porto Alegre: EST, 1980
- Catolicismo no Brasil - Início do fim?  Porto Alegre: EST, 1977

### Como organizador
- As relações de poder: Do cisma do Ocidente a Nicolau de Cusa. Porto Alegre: EST Edições, 2011 (Com J. A. C. R. Souza).
- Duns Scotus - 1308-2008. Porto Alegre: EST, 2008 (Com Thiago Soares, C. E. S. Dias, J. B. Costa e Roberto H. Pich).
- João Duns Scotus.  Porto Alegre: Edipucrs, 2005 (Com Roberto H. Pich).
- A recepção do pensamento antigo. Porto Alegre: Edipucrs, 2004 (Com Roberto H. Pich).
- Santo Agostinho. Porto Alegre: Edipucrs, 2003 (Com Roberto H. Pich).
- Idade Média e Modernidade. Porto Alegre: Edipucrs, 2002 (Com Roberto H. Pich).